# Santa Lucía (La Rioja)
Santa Lucía o Santa Lucía de Ocón es una de las seis localidades del municipio de Ocón (La Rioja, España), siendo una de las cuatro entidades locales menores de la Comunidad Autónoma de La Rioja.
Conocida por el certamen "Arte en la tierra" que se celebra el primer fin de semana de agosto, donde diferentes artistas plasman sus obras en las tierras e inmediaciones del pueblo, pudiendo ser vistos hasta finales del mismo mes.

## Demografía
Santa Lucía (La Rioja), según los datos facilitados por el INE a 28 de junio de 2023, el número total de habitantes es de 91, de los cuales, 10 son menores de 18 años.
| Gráfica de evolución demográfica de Santa Lucía (La Rioja) entre 2000 y 2017                     |
|                                                                                                  |
| Población de derecho (2000-2017) según los censos de población del INE a 1 de enero de cada año. |

## Lugares de interés

### Edificios y monumentos

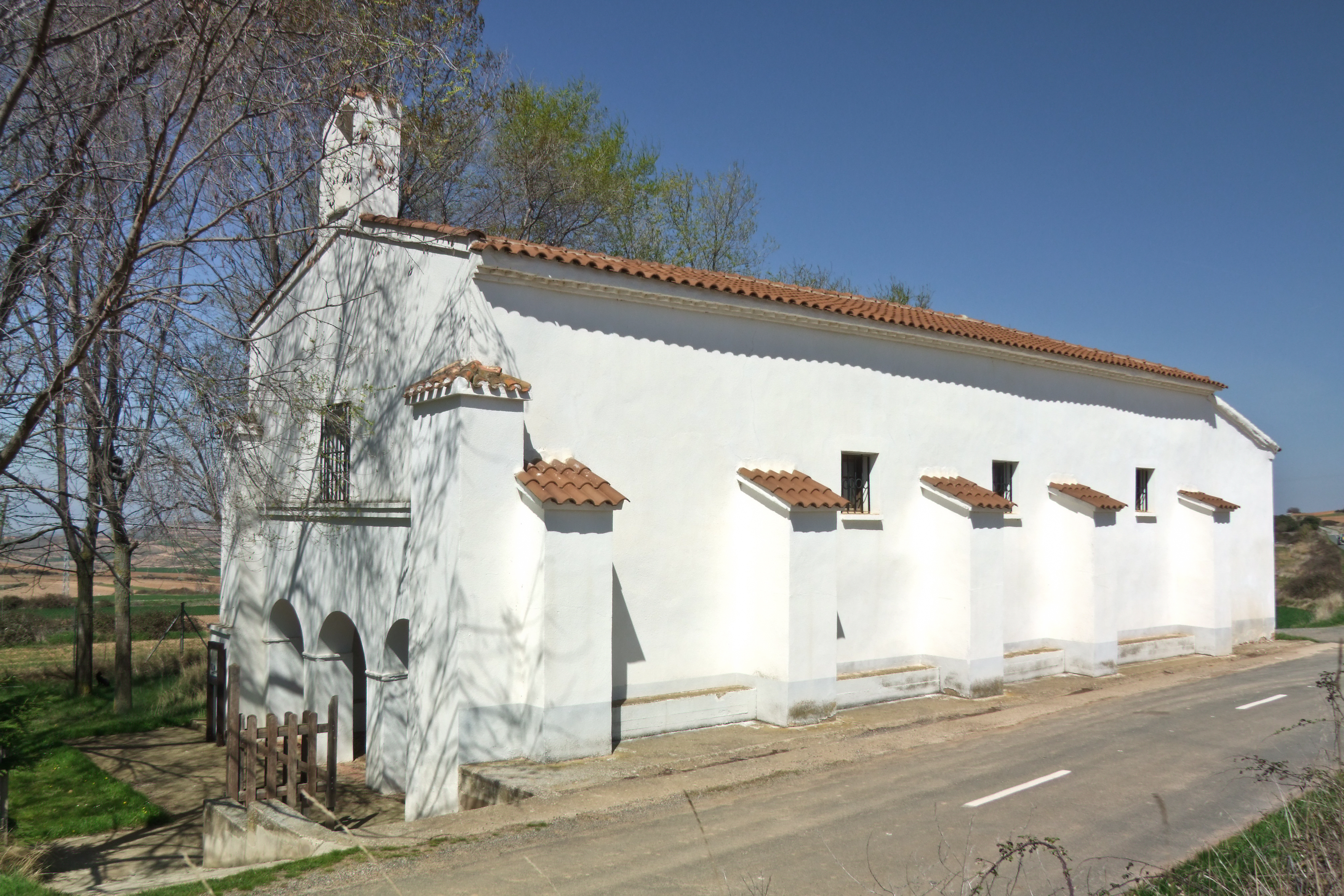
Ermita del Carmen.

- Iglesia de Santa Lucía. (siglo XVII)
- Ermita del Carmen.
- Esculturas de Félix Reyes.
- Cosechadora.
- Casa del pueblo.
- Plaza.
- Molino harinero.

## Fiestas
- 13 de diciembre, Santa Lucía.
- 16 de julio, Nuestra Señora del Carmen.